# Nobuhiro Watsuki
Nobuhiro Watsuki (和月 伸宏, Watsuki Nobuhiro, Tokio, 26 mei 1970) is een Japans mangaka. Hij is vooral bekend om zijn samoeraiverhaal Rurouni Kenshin (1994-1999). Reeds meer dan 70 miljoen volumes van deze manga gingen over de toonbank. Hij schreef ook drie andere reeksen: de western Gun Blaze West (2001), het bovennatuurlijke verhaal Buso Renkin (2003-2005) en de horrormanga Embalming -The Another Tale of Frankenstein- (2007-2015). Watsuki is de mentor van een aantal andere bekende mangaka, waaronder Eiichiro Oda, Hiroyuki Takei en Shinya Suzuki.

## Jeugd
Watsuki werd geboren in Tokio en groeide op in Nagaoka. In de lagere school deed hij aan kendo. Hij tekende toen al manga, maar hield ook van sport. Door zijn groeiende frustratie over het feit dat hij nooit kendowedstrijden won, gaf hij de sport op. Zijn kendo-ervaringen vormen de basis voor het Rurouni Kenshin personage Myojin Yahiko.

## Carrière
In het middelbaar kreeg Watsuki een eervolle vermelding in de 33ste Tezuka Prijs voor zijn one-shot Teacher Pon uit 1987, welke hij had getekend onder het pseudoniem Nobuhiro Nishiwaki. Met Hokuriku Yūrei Kobanashi won hij de Hop Step Prijs. Na het behalen van zijn diploma, verhuisde Watsuki naar Tokio. Hij werkte er als assistent voor Yoichi Takahashi en Takeshi Obata. Watsuki werkte mee aan Obata's Mashin Boken Tan Lamp-Lamp en Chikara Bito Densetsu.
Watsuki tekende drie historische one-shots: Crescent Moon in the Warring States en twee verhalen die een titel deelden: Rurouni: Meiji Swordsman Romantic Story. Dit waren zijn eerste verhalen rond het personage Himura Kenshin. Deze werken vormden de basis voor Watsuki's eerste reeks, Rurouni Kenshin. Van 1994 tot 1999 liep de manga in het magazine Weekly Shonen Jump. Het vormde een enorm succes en werd verwerkt tot een anime, verscheidene tekenfilms en een live-action trilogie.
Tijdens de productie van Rurouni Kenshin schreef Watsuki de Weekly Shōnen Jump one-shot Meteor Strike. Hij vond het werk zelf maar niets, maar publiceerde het toch in het laatste volume van Rurouni Kenshin.
In 2001 creëerde Watsuki zijn tweede mangareeks. Dit was de western Gun Blaze West. Het liep in Weekly Shōnen Jump van 8 januari tot 13 augustus 2001 en bestaat uit drie volumes.
Watsuki's derde reeks, Buso Renkin, werd in Weekly Shōnen Jump uitgegeven van 7 juli 2009 tot 9 mei 2005. Twee extra hoofdstukken werden gepubliceerd in het magazine Akamaru Jump. Watsuki's echtgenote, de schrijfster Kaoru Kurosaki, hielp hem met het schrijven van het verhaal. Buso Renkin werd Watsuki's tweede werk dat omgezet werd tot een anime.
Watsuki tekende twee one-shots voor het magazine Jump the Revolution!. Dit waren Embalming -Dead Body and Bride- op 1 november 2005 en Embalming II -Dead Body and Lover- op 1 november 2006. Deze one-shots leidden tot Watsuki's vierde reeks: Embalming -The Another Tale of Frankenstein-, welke debuteerde in Jump SQ op 2 november 2007. De titel liep tot 4 april 2015. Zijn echtgenote Kaoru Kurosaki hielp hem opnieuw met het verhaal.
Tussen 2012 en 2013 werkte Watsuki aan Rurouni Kenshin: Restoration in Jump SQ. Dit was de eerste terugkeer van velen die Watsuki naar de reeks deed.
In november 2017 werd Watsuki aangehouden vanwege het bezit van kinderpornografie. Bij het publiek maken van dit arrest, werd zijn werk aan Rurouni Kenshin: The Hokkaido Arc tijdelijk stopgezet. In februari 2018 betaalde hij een boete van 200000 yen.
In augustus 2013 liep een tentoonstelling met tekeningen van Rurouni Kenshin op de Otakon beurs in de Verenigde Staten. De tentoonstelling werd samengesteld door Watsuki's echtgenoot.

## Privéleven
Watsuki is getrouwd met auteur Kaoru Kurosaki (黒碕薫). Ze hielp haar echtgenoot met het schrijven van een aantal van zijn manga, waaronder Buso Renkin, waarvoor zij later twee bijhorende romans schreef. Watsuki is een grote fan van dojinshi's en vroeg in het verleden aan zijn fans om zelfgetekende strips in te sturen

## Invloeden en inspiratie
Watsuki begon met tekenen onder de invloed van zijn oudere broer. Zijn favoriete manga is Black Jack van Osamu Tezuka en zijn favoriete mangaka is Takeshi Obata. Reeksen die hem beïnvloedden zijn Fujiko F. Fujio's Doraemon en Pa-man, Mitsuru Adachi's Touch, Masakazu Katsura's Wing Man, Minako Narita's Alien Street en Cypher en ten slotte YuYu Hakusho van Yoshihiro Togashi.
Watsuki baseert veel van zijn personages op historische figuren, personages uit andere manga/anime en computerspellen. Een voorbeeld is Himura Kenshin, die gebaseerd is op de Japanse historische figuur Kawakami Gensai.

## Oeuvre

### Reeksen
Rurouni Kenshin
- Rurouni: Meiji Swordsman Romantic Story (るろうに -明治剣客浪漫譚-, Rurōni -Meiji Kenkaku Roman Tan-, 1992)
- Rurouni: Meiji Swordsman Romantic Story (1993)
- Rurouni Kenshin: Meiji Swordsman Romantic Story (るろうに剣心 -明治剣客浪漫譚-, Rurōni Kenshin Meiji Kenkaku Rōman Tan, 1994–1999)
- Rurouni Kenshin: Restoration Act Zero: The Prologue (るろうに剣心 -明治剣客浪漫譚- 第零幕, Rurōni Kenshin -Meiji Kenkaku Roman Tan- Dai Rei-maku, August 2012)
- Rurouni Kenshin: Restoration (るろうに剣心-キネマ版, Rurōni Kenshin Cinema-ban, 2012–2013)
- Rurouni Kenshin: To Rule Flame (るろうに剣心 裏幕─炎を統べる─, Rurōni Kenshin: Uramaku -Honō o Suberu-, "Controlling Flame -Rurouni Kenshin: Hidden Chapter-", 2014)
- Rurouni Kenshin Side Story: The Ex-Con Ashitaro (るろうに剣心 ―明治剣客浪漫譚―, Rurouni Kenshin Ibun: Ashitarō Zenka Ari, 2016)
- Rurouni Kenshin: The Hokkaido Arc (るろうに剣心 -明治剣客浪漫譚・北海道編-, Rurōni Kenshin Meiji Kenkaku Roman Tan Hokkaidō-hen, 2017–present)

Embalming -The Another Tale of Frankenstein-
- Embalming -Dead Body and Bride- (エンバーミング -DEAD BODY and BRIDE-, 2005)
- Embalming II -Dead Body and Lover- (エンバーミングII -DEAD BODY and LOVER-, 2006)
- Embalming -The Another Tale of Frankenstein- (エンバーミング -THE ANOTHER TALE OF FRANKENSTEIN-, Enbāmingu -Ji Anazā Teiru obu Furankenshutain-, 2007–2015)

### Manga in magazines
- Rurouni Kenshin: Meiji Swordsman Romantic Story (るろうに剣心 -明治剣客浪漫譚-, Rurōni Kenshin Meiji Kenkaku Rōman Tan, 199–1999)
- Gun Blaze West (2001)
- Buso Renkin (武装錬金, Busō Renkin, 2003–2005)
- Embalming -The Another Tale of Frankenstein- (エンバーミング -THE ANOTHER TALE OF FRANKENSTEIN-, Enbāmingu -Ji Anazā Teiru obu Furankenshutain-, 2007–2015)
- Rurouni Kenshin: Restoration (るろうに剣心-キネマ版, Rurōni Kenshin Cinema-ban, 2012–2013)
- Rurouni Kenshin: The Hokkaido Arc (るろうに剣心 -明治剣客浪漫譚・北海道編-, Rurōni Kenshin Meiji Kenkaku Roman Tan Hokkaidō-hen, 2017–present)

### Overige manga
- Teacher Pon (ティーチャー・ポン, 1987)
- Hokuriku Yūrei Kobanashi (北陸幽霊小話)
- Crescent Moon in the Warring States (戦国の三日月, Sengoku no Mikadzuki)
- Meteor Strike (メテオ ストライク, Meteo Sutoraiku)
- Haru ni Sakura (春に桜, "Cherry Blossoms in Spring", 1999)
- Yahiko no Sakabatō (弥彦の逆刃刀, "Yahiko's Reversed-Edge Sword")
- Embalming -Dead Body and Bride- (エンバーミング -DEAD BODY and BRIDE-, 2005)
- Embalming II -Dead Body and Lover- (エンバーミングII -DEAD BODY and LOVER-, 2006)
- Robot Arms (ろぼっと・アームズ) een dojinshi met tekeningen van Watsuki die geschreven werd door Kaoru Kurosaki.

### Video game ontwerp
- Samurai Shodown V (2003)
- Shinsengumi Gunraw Den (2005)

### Overig werk
- Buso Renkin (2006) - stem van Buhiro Watsukino in aflevering 7.
- Endride (2016) - design personages